# Сімович Михайло Іванович
Миха́йло Іва́нович Сімо́вич (1869, Гадинківці — 1953) — церковний і педагогічний діяч Буковини, брат Василя Сімовича; греко-католицький священник і катехит середніх шкіл у Чернівцях; 1930—1940 і 1941—1943 генеральний вікарій для греко-католиків Буковини і Мармарощини; по радянській окупації Буковини — у Блажі (Семигород).

## Життєпис
Народився 1869 року в багатодітній родині в с. Гадинківці. Висвячений на священника в 1892 році. Працював на парафіях Станиславівської єпархії: адміністратор у Сновидові (1892–1894), сотрудник у Вовківцях (1894–1895), Космачі (1895–1897) і Чернівцях (1897–1909), катехитом у Снятині (1909–1911) і Чернівцях (1911–1914). У 1930–1940 і 1941–1943 роках був генеральним вікарієм для українців греко-католиків Буковини і Марамарощини.